# Шарапов, Виталий Васильевич
Виталий Васильевич Шарапов (1892—1934) — советский военный и хозяйственный деятель.

## Биография
Родился в семье учителя. Окончил экстерном реальное училище. Также учился в Вологодском педагогическом институте и военной секции экономического отделения Института красной профессуры. С 1909 в революционном движении.
С 1918 член РКП(б). Вологодский губернский военком, военком (по некоторым данным также исполняющий обязанности командующего войсками) Ярославского военного округа с апреля по декабрь 1919, военком Харьковского военного округа с 8 февраля по 20 июня 1920, военком Киевского военного округа с 28 августа по 26 ноября 1920. В течение года, с января 1921 по январь 1922, являлся членом Реввоенсовета (РВС) Туркестанского фронта. Затем до декабря того же года является командующим Киевским военным округом. Член РВС Харьковского военного округа с 4 апреля 1921 по 27 апреля 1922. После чего одновременно начальник снабжения и заместитель командующего войск Украины и Крыма с июля 1922.
После окончания Гражданской войны перешёл на хозяйственную работу. Заместитель председателя Плодвинсоюза ВСНХ, член правления Всероссийского союза кустарной промышленности, член Комитета содействия народностям северных окраин (Комитет Севера) при ВЦИК, секретарь и член Комитета промысловой кооперации и кустарной промышленности при СТО СССР.
Умер после тяжёлой и продолжительной болезни.